# Toad
Toad (japánul: キノピオ; Kinopio) egy videójáték karakter, melyet a Nintendo alkotott meg. Legtöbbször segédként jelenik meg, de újabban egyre gyakrabban láthatjuk, főszereplőként. Arra a mai napig nincs magyarázat, honnan jött angolul a Toad (varangy) név, de a japán neve érdekes, ugyanis egy anagramma. Japánul a gomba Kinoko (キノコ), és a másik fele a Pinokkió (ピノキオ; Pinokio) névre utal, valószínűleg ezzel akarták érzékeltetni, hogy Toad egy gyereklelkű, naiv, mindig bajba kerül, de segítőkész, és elsőként mozdul, ha Hercegnőnek bajba esik. Toad ugyanis sokáig amolyan "csiperinas" (ahogy a Nintendo Játék az erővel könyvben írják le) szerepében tetszelgett, majd ahogy megjelent Toadsworth, úgy alakult át hősünk szerepe, lépett egyre inkább előrébb, és a New Super Mario Bros. széria asztali konzolos részeinél többjátékos módban lehet vele játszani. Toadnak, ahogy Yoshinak is, ez úgy nem a saját neve, hanem a Gomba Királyság lakosságát Toadok lakják, és közülük egy, a királyi csiperinas az, akit kezdetektől fogva ismerünk. A kis gomba magyarul is több nevet kapott, például a fentebb említett Nintendo Játék az erővel könyvsorozatban Csipinek nevezték el, de a Super Mario Bros. 3 rajzfilmben (Super Mario kalandjai) a régi szinkronban Kalapka nevet kapta, míg az újban egyszerűen csak Kalapnak, vagy Kalapocskának hívták. Valamint a Super Mario All-Stars magyar nyelvű leírásában a Super Mario Bros. 3 részlegben Toad házát Gombi házának nevezték el. Toadot már a kezdetektől ismerjük, hiszen a Super Mario Bros.-ban hamis Bowserek elrabolták őt, hogy könnyebb legyen az igazinak Hercegnővel a dolga, de ő csak egyszer kerül elrablásra. Ezután legtöbbször Mariót segíti tárgyakkal, de például a Super Mario Bros. 2-ben, és a Wario's Woods-ban főszereplővé, főhőssé avanzsálódik. Bár már az öreg gomba vigyáz Hercegnőre, azt gondolom, hogy sokunkban úgy marad meg Toad, mint Hercegnő fő őrzője, és a Mario fivérek legfőbb segédje.

## Videójátékos szereplései
Toad már a kezdetektől is  ismert és sokak számára kedvelt karakter. A Mario Kart sorozatokban sokan őt választják, mert súlyra könnyű, és bár nem olyan nagy a végsebessége, de jó a gyorsulása, ezért nincs rá olyan nagy hatással, ha kilövik, vagy kicsúszik, mint például Bowserre. De lássuk a kezdetektől. A Super Mario Bros., és a Super Mario Bros.: The Lost Levels-ben megmenthető karakter volt, hamis Bowser rabolta őt el, tőle származk az elhíresült idézet: "Thank you Mario! But our Princess is in another castle." A Super Mario Bros. 2-ben játszható karakter lett, Mario, Luigi és Princess mellett ő a negyedik, akivel végigvihetjük a játékot. Toad gyors, és erős karakter, ugyanis ő veszi fel a legkönnyebben a zöldségeket, és az érméket, ugyanakkor ő ugrik a legkisebbet, de ez könnyedén kiküszöbölhető a Control Pad alsó gombjának nyomva tartásával, és amikor villog, akkor ő is nagyobbat ugrik. A Super Mario Bros. 3-ban jelenik meg, mint fő segéd, házában levő ládákból különböző segítő tárgyakat (értsd: Power-up) találhatunk. Kisebb kihagyás után a Super Mario 64-ben találkozhatunk vele ismét, itt Bowser a varázserejével a falhoz zárta. Érdemes beszélgetni velük, mert tanácsokkal látnak el, valamint, három Toad egy-egy csillagot ad. Bár már az első Marióban is lehet gyanakodni, hogy nemcsak egy Toad van, ám több fajtájával csak a Super Mario Sunshine-ban találkozhatunk először. Több színben jelenik meg, és itt találkozunk először az idős Toad-dal Toadsworth-tal. Ebben a játékban szintén tanácsokat adnak Mariónak, itt-ott segítenek is, például, amikor Árnyék Mariót üldözzük, akkor a zöld kalapos Toad próbálja útját állni, de ő csak szimplán lefestékezi szegényt. A Super Mario Galaxy-ben a Csillagfesztiválon partnerével, Toadette-tel idilli hangulatban nézik a hullócsillagokat. Ez az első utalás arra, hogy Toadette a barátnője, de erről majd később. Itt találkozunk először az úgynevezett Toad Brigáddal (japánul: キノピオ探検隊 Kinopio Tankentai), melyben 5 gomba képviselteti magát: A "Főtoad" a szokásos piros sapkás, ő a csapatvezető. Fél a kihívásoktól, de Peach Hercegnőhöz való hűsége miatt mégis kiállja azokat. A második, a kék sapkás, szemüveges "Tudós Toad", az ő talácsai a leghasznosabbak a játék során, a harmadik sárga ruhás "Lusta Toad", aki sokat alszik, és amikor ébren van, akkor is szertelen, szeret körbe-körbe futkározni. A negyedik, a zöld sapkás "Bank Toad" igazi ezermester, aki képes megjavítani elromlott műszaki tárgyakat, és a Super Mario Galaxy 2-ben matekzseni. Számon tartja a csillagjainkat, és üzletelni (inkább bankolni) lehet vele. Az ötödik, a lila kalapos "Postás Toad", ő veszi át a leveleket Peach Hercegnőtől, Rosalinától, és adja át Mariónak, vagy Luiginak, attól függően, hogy épp kivel játszunk. A New Super Mario Bros. Wii-ben a piros sapkás Toadokat fogságba ejtik, míg a sárga és kék kalaposok játszható karakterek többjátékos módban. A DS-es New Super Mario Bros.-ban nem tűnik fel a Toad házakban Toadsworth-tal találkozhatunk, majd a New Super Mario Bros. 2-ben láthatjuk a piros kalapos gombát a házaiban, és a New Super Mario Bros. U-ban ismét játszhatunk vele. A Super Mario 3D Land-ben sok szerepben láthatjuk Toad-ot, itt is házának őrzője, ahol tárgyakat találhatunk, valamint több esetben is ő adja a harmadik Csillagérmét, és az ágyúknál is ő vár, hogy kilőjön minket a következő pályarészre.
Toad szinte az összes Mario Spin-offban megjelenik, a Wario's Woods-ban ő a főhős. Amikor Wario elfoglalná a Gomba Királyságot, hősünk kész keresztbe tenni a gonosz sárga sapkás ördögi tervének. Mindegyik Mario Kart-ban játszható, és mindegyikben a könnyű súlykategóriába sorolható. Ennek köszönhetően nagyon jó a gyorsulása, és könnyen irányítható. A Super Mario Kart-ban súlycsoport szerint Koopa Troopa a társa. Ebben a játékban, ha gép irányítja, akkor mérges gombát rak le elénk. a Mario Kart 64-ben Yoshi-val van egy súlycsoportban, itt kapott saját pályát, a Toad's Turnpike-ot. Ebben a játékban inkább hátrány, hogy könnyű karakter, mert ha meglökik, akkor akár ki is eshet, valamint a Battle-ban megcsúszik emiatt, és elveszít egy léggömböt. A Mario Kart: Super Circuit-ban szintén Yoshi a súlybéli "partnere", míg a Mario Kart: Double Dash!!-ben Toadette-tel párosítja a játék. A GameCube játékban Toad és Toadette megnyitható karakterek, akkor játszhatunk velük, ha megnyerjük 100cc Bajnokságban a Special Cup-ot. Saját kocsijuk a Toad Kart. Ebben a játékban nincs saját pályája, de a Peach Beach és a Yoshi Circuit pályákon egy hirdetőtáblán láthatjuk. A Mario Kart DS-ben alapból játszható, és neki is, ahogy mindenkinek három saját kocsija van: A Standard TD, Mushmellow, és a 4-Wheel Cradle. A Mario Kart Wii-ben Toad-nak ismét saját pályája van, a Toad's Factory, míg a Mario Kart 7-ben az első pálya az övé, a Toad's Circuit. A Mario Golf játékokban a segítő szerepet kapta, ő mutatja fel a piros O.B. (Out of Bounds) zászlót, ha a labda kimegy a pályáról, valamint a Nintendo 64-es játékban a Toad Highlands pálya van róla elnevezve. A Mario Tennis-ben Toad jó technikai játékos. A Mario Party széria első két részében Toad-tól lehet megvásárolni a csillagokat 20 érméért, a harmadik játékban Tumble veszi át a helyét. A negyedik részben ő játékok vezetője, valamint saját saját pályája van. Játszható karakter a Mario Party 5-től, ettől kezdve bármelyik játékban választhatjuk őt. A Luigi's Mansion-ben Toad valahogy belekeveredett a kastélyba. Vele először az egyik emeleti szoba erkélyén találkozunk, nagyon sír. Szegényt megijesztették a szellemek, de Luigi biztosította, hogy nem esik bántódása, ettől megnyugszik, és ahogy vége a játéknak, egyre vidámabb. A második részben King Boo bezárta a Toadokat a festményekbe. Egyik Super Smash Bros. játékban sem játszható, Peach Hercegnő segítségére van egy speciális támadás által a Melee-ben és a Brawl-ban.
Nem szoktak róla nagyon beszélni, de Toad a Mario & Luigi sorozatban is játszható karakter egy rövid ideig. A Superstar Saga-ban amikor ellopják Hercegnő hangját, és megy szólni a Mario fivéreknek, Toadot irányítjuk, vele keressük meg a Mariót. Aztán, ha megtaláljuk a fürdőszobában, ezer zavarában kiszalad, nekirohan a ruhásszekrénynek, és elájul. Addig nem is tér magához, amíg Mario nem ugrik rá, utána közli a maga dadogós stílusában, hogy Hercegnővel megint gáz van. A Partners in Time-ban, és a Bowser's Inside Story-ban már jóval nagyobb szerepe van a történeketekben. Ha már RPG, akkor persze a Paper Mario szériából sem hiányozhat, bár a Super Paper Marióban csak egy apró szerepet kapott a játék elején.
Toad mindezek mellett szinte az összes sport játékban, spin-offban feltűnik.

## Megjelenései
Sok piros pöttyös Toad él a Mushroom Királyságban, és mivel a gyűjtőnevük Toad, ezért zavar van akörül, hogy melyik a valódi. A nagyjából olyan, mint a sok Yoshi, vagy a Pokémon játékszériában minden városban egyforma Jenny és Joy, ahogy az animében sem maradhatott ki.
A Super Mario Sunshine leírásában Toad, mint Peach Hercegnő egyedüli kísérőjeként van írva. Gyakorlatilag ez a játék indította be Toad valódi kiléte körüli bizonytalanságot, hiszen az öreg Toadsworth vette át a helyét, és hirtelen sokféle Toad jelent meg. A játék színről próbálja megkülönböztetni a sok Toad-ot, és az eredeti piros pöttyös gombával, csak a Super Mario Bros. 2-ben, és a Wario's Woods-ban, valamint az egyik kart, party és sport játékokban.
A Super Mario Galaxy-ben a Toad brigádok vezetője is az általunk is ismert, kedvelt Toad. Érdekesség, hogy a The Adventures of Super Mario Bros. 3-ban a Gomba Királyság lakossága különbözőnek rajzolták meg őket, mindegyik gomba másképp néz ki.

## Külső megjelenés
Toad egy kis alacsony gomba, nagyjából 70–80 cm magas. Kék mellényt, és hatalmas barna cipőt, és egy pelenka-szerű nadrágot visel. Ember-alakú gomba, úgy néz ki, mint egy pár éves kisgyerek. Sokáig csak egyszerű kék színű mellényt viselt, a Super Mario Sunshine-tól kezdve a mellényén egy aranyszínű szegély látható.